# Sekkan
El Sekkan (摂関?) se refiere a los dos títulos de regencia que se usaron de manera histórica para asistir al emperador de Japón. El primer título era el Sesshō (摂政?), que era el que asistía al emperador cuando era un niño o adolescente, o cuando reinaba una emperatriz. El segundo título, llamado Kanpaku (関白?), tiene el rango de regente, el cual era el jefe consejero del Emperador y lo asistía cuando ya era adulto. En la era Heian fueron gobernantes de facto de Japón, y por lo general se alternaban los títulos de Sesshō a Kanpaku cuando el Emperador llegaba a su mayoría de edad; o viceversa cuando el Emperador adulto abdicaba o moría y era sucedido por un Emperador menor de edad. Por eso ambos títulos eran considerados virtualmente uno solo.

## Historia
Los Sesshō y Kanpaku sostenían el poder práctico del emperador gobernante, conduciendo el dominio de enclaustramiento hasta que los shogunatos tomaran el poder sobre ellos. Muchas emperatrices tenían Sesshō con algunas excepciones en el período antiguo.
En tiempos antiguos solo los miembros de la familia real podían ser elegidos como Sesshō. El Kojiki reportó que el emperador Ōjin fue asistido por su madre, la emperatriz consorte Jingū, pero es dudoso si fue un hecho histórico. Los primeros Sesshō históricos fueron el príncipe Shōtoku que asistió a la emperatriz Suiko.
El clan Fujiwara fue el principal miembro que tenía los títulos de Sesshō y Kanpaku. Más precisamente, ese título fue dado por el Fujiwara Hokke (clan Fujiwara del Norte) y sus descendientes, que le correspondió a Fujiwara no Yoshifusa. En 844 se convirtió en Sesshō y fue el primero en no pertenecer a la casa imperial. En 876 Fujiwara no Mototsune, el sobrino e hijo adoptado de Yoshifusa, fue escogido a ser el nuevo oficiado creado como Kanpaku. Después de Fujiwara no Michinaga y Fujiwara no Yorimichi, sus descendientes sostuvieron estos dos oficios exclusivamente. En el siglo XII existían cinco clanes descendientes de Yorimichi llamados Sekke. Hasta 1868 esos clanes tuvieron ese título exclusivamente con dos excepciones; Toyotomi Hideyoshi y su sobrino Toyotomi Hidetsugu.
Los Sekke consistían en cinco clanes: clan Konoe, clan Kujō, clan Ichijō, clan Takatsukasa y el clan Nijō. Tanto el clan Konoe y el clan Kujō fueron descendientes de Fujiwara no Tadamichi, un descendiente de Yorimichi. Los otros fueron descendientes de una de estas familias.
Un Kanpaku retirado es llamado Taikō (太閤?), que comúnmente se refería a Toyotomi Hideyoshi.
El cargo y el título de Kanpaku fueron suspendidos por convención con la asignación del primer ministro de Japón durante la Restauración Meiji. El emperador Meiji abolió el cargo como tal en 1872.

## Lista

### Sesshō delperíodo Asuka
| Sesshō              | Período   | Emperador          |
| ------------------- | --------- | ------------------ |
| Príncipe Shōtoku    | 593 – 622 | Emperatriz Suiko   |
| Príncipe Naka-no-Ōe | 655 – 661 | Emperatriz Kōgyoku |
| Príncipe Kusakabe   | 681 – 686 | Emperador Tenmu    |

### Sesshō y Kanpaku delperíodo Heian
| Sesshō                | Kanpaku                | Reinado                                                | Emperador                               |
| --------------------- | ---------------------- | ------------------------------------------------------ | --------------------------------------- |
| Fujiwara no Yoshifusa |                        | 858 – 872                                              | Emperador Seiwa                         |
| Fujiwara no Mototsune |                        | 872 – 880                                              | Seiwa, Emperador Yōzei                  |
|                       | Fujiwara no Mototsune  | 880 – 890                                              | Yōzei, Emperador Kōkō, Emperador Uda    |
| Fujiwara no Tadahira  |                        | 930 – 941                                              | Emperador Suzaku                        |
|                       | Fujiwara no Tadahira   | 941 – 949                                              | Suzaku, Emperador Murakami              |
|                       | Fujiwara no Saneyori   | 967 – 969                                              | Emperador Reizei                        |
| Fujiwara no Saneyori  |                        | 969 – 970                                              | Emperador En'yū                         |
| Fujiwara no Koretada  |                        | 970 – 972                                              | En'yū                                   |
|                       | Fujiwara no Kanemichi? | 972 – 977                                              | En'yū                                   |
|                       | Fujiwara no Yoritada   | 977 – 986                                              | En'yū, Emperador Kazan                  |
| Fujiwara no Kaneie    |                        | 986 – 990                                              | Emperador Ichijō                        |
|                       | Fujiwara no Kaneie     | 5 de mayo (calendario lunar) de 990 – 8 de mayo de 990 | Ichijō                                  |
|                       | Fujiwara no Michitaka  | 8 de mayo de 990 – 26 de mayo de 990                   | Ichijō                                  |
| Fujiwara no Michitaka |                        | 990 – 983                                              | Ichijō                                  |
|                       | Fujiwara no Michitaka  | 983 – 995                                              | Ichijō                                  |
|                       | Fujiwara no Michikane  | 28 de abril de 995 – 8 de mayo de 995                  | Ichijō                                  |
| Fujiwara no Michinaga |                        | 1016 – 1017                                            | Emperador Go-Ichijō                     |
| Fujiwara no Yorimichi |                        | 1017 – 1019                                            | Go-Ichijō                               |
|                       | Fujiwara no Yorimichi  | 1019 – 1067                                            | Go-Ichijō, Emperador Go-Reizei          |
|                       | Fujiwara no Norimichi  | 1068 – 1075                                            | Emperador Go-Sanjō, Emperador Shirakawa |
|                       | Fujiwara no Morozane   | 1075 – 1086                                            | Shirakawa                               |
| Fujiwara no Morozane  |                        | 1086 – 1090                                            | Emperador Horikawa                      |
|                       | Fujiwara no Morozane   | 1090 – 1094                                            | Horikawa                                |
|                       | Fujiwara no Moromichi  | 1094 – 1099                                            | Horikawa                                |
|                       | Fujiwara no Tadazane   | 1105 – 1107                                            | Horikawa                                |
| Fujiwara no Tadazane  |                        | 1107 – 1113                                            | Emperador Toba                          |
|                       | Fujiwara no Tadazane   | 1113 – 1121                                            | Toba                                    |
|                       | Fujiwara no Tadamichi  | 1121 – 1123                                            | Toba                                    |
| Fujiwara no Tadamichi |                        | 1123 – 1129                                            | Emperador Sutoku                        |
|                       | Fujiwara no Tadamichi  | 1129 – 1141                                            | Sutoku                                  |
| Fujiwara no Tadamichi |                        | 1141 – 1150                                            | Emperador Konoe                         |
|                       | Fujiwara no Tadamichi  | 1150 – 1158                                            | Konoe, Emperador Go-Shirakawa           |
|                       | Konoe Motozane         | 1158 – 1165                                            | Emperador Nijō                          |
| Konoe Motozane        |                        | 1165 – 1166                                            | Emperador Rokujō                        |
| Fujiwara no Motofusa  |                        | 1166 – 1172                                            | Rokujō, Emperador Takakura              |
|                       | Fujiwara no Motofusa   | 1172 – 1179                                            | Takakura                                |
|                       | Konoe Motomichi        | 1179 – 1180                                            | Takakura                                |
| Konoe Motomichi       |                        | 1180 – 1183                                            | Emperador Antoku                        |
| Matsudono Moroie      |                        | 1183 – 1184                                            | Antoku                                  |
| Konoe Motomichi       |                        | 1184 – 1186                                            | Antoku, Emperador Go-Toba               |
| Kujō Kanezane         |                        | 1186 – 1191                                            | Go-Toba                                 |

### Sesshō y Kanpaku delperíodo Kamakura
| Sesshō               | Kanpaku              | Período     | Emperador                                 |
| -------------------- | -------------------- | ----------- | ----------------------------------------- |
|                      | Kujō Kanezane        | 1192 - 1196 | Emperador Go-Toba                         |
|                      | Konoe Motomichi      | 1196 - 1198 | Emperador Go-Toba                         |
| Konoe Motomichi      |                      | 1198 - 1203 | Emperador Tsuchimikado                    |
| Kujō Yoshitsune      |                      | 1203 - 1206 | Emperador Tsuchimikado                    |
| Konoe Iezane         |                      | 1206 - 1207 | Emperador Tsuchimikado                    |
|                      | Konoe Iezane         | 1207 - 1221 | Emperador Tsuchimikado, Emperador Juntoku |
| Kujō Michiie         |                      | 1221        | Emperador Chūkyō                          |
| Konoe Iezane         |                      | 1221 - 1224 | Emperador Go-Horikawa                     |
|                      | Konoe Iezane         | 1224 - 1229 | Emperador Go-Horikawa                     |
|                      | Kujō Michiie         | 1229 - 1231 | Emperador Go-Horikawa                     |
|                      | Kujō Norizane        | 1231 - 1232 | Emperador Go-Horikawa                     |
| Kujō Norizane        |                      | 1232 - 1235 | Emperador Shijō                           |
| Kujō Michiie         |                      | 1235 - 1237 | Emperador Shijō                           |
| Konoe Kanetsune      |                      | 1237-1242   | Emperador Shijō                           |
|                      | Konoe Kanetsune      | 1242        | Emperador Go-Saga                         |
|                      | Nijō Yoshizane       | 1242 - 1246 | Emperador Go-Saga                         |
|                      | Ichijō Sanetsune     | 1246        | Emperador Go-Saga                         |
| Ichijō Sanetsune     |                      | 1246-1247   | Emperador Go-Fukakusa                     |
| Konoe Kanetsune      |                      | 1247 - 1252 | Emperador Go-Fukakusa                     |
| Takatsukasa Kanehira |                      | 1252 - 1255 | Emperador Go-Fukakusa                     |
|                      | Takatsukasa Kanehira | 1255 - 1261 | Emperador Go-Fukakusa, Emperador Kameyama |
|                      | Nijō Yoshizane       | 1261 - 1265 | Emperador Kameyama                        |
|                      | Ichijō Sanetsune     | 1265 - 1267 | Emperador Kameyama                        |
|                      | Konoe Motohira       | 1267 - 1268 | Emperador Kameyama                        |
|                      | Takatsukasa Mototada | 1269 - 1273 | Emperador Kameyama                        |
|                      | Kujō Tadaie          | 1273 - 1274 | Emperador Kameyama                        |
| Kujō Tadaie          |                      | 1274        | Emperador Go-Uda                          |
| Ichijō Ietsune       |                      | 1274 - 1275 | Emperador Go-Uda                          |
| Takatsukasa Kanehira |                      | 1275 - 1279 | Emperador Go-Uda                          |
|                      | Takatsukasa Kanehira | 1279 - 1287 | Emperador Go-Uda                          |
|                      | Nijō Morotada        | 1287 - 1289 | Emperador Go-Uda, Emperador Fushimi       |
|                      | Konoe Iemoto         | 1289 - 1291 | Emperador Fushimi                         |
|                      | Kujō Tadanori        | 1291 - 1293 | Emperador Fushimi                         |
|                      | Konoe Iemoto         | 1293 - 1296 | Emperador Fushimi                         |
|                      | Takatsukasa Kanetada | 1296–1298   | Emperador Fushimi                         |
| Takatsukasa Kanetada |                      | 1298        | Emperador Go-Fushimi                      |
| Nijō Kanemoto        |                      | 1298–1300   | Emperador Go-Fushimi                      |
|                      | Nijō Kanemoto        | 1300–1305   | Emperador Go-Fushimi, Emperador Go-Nijō   |
|                      | Kujō Moronori        | 1305–1308   | Emperador Go-Nijō                         |
| Kujō Moronori        |                      | 1308        | Emperador Hanazono                        |
| Takatsukasa Fuyuhira |                      | 1308–1311   | Emperador Hanazono                        |
|                      | Takatsukasa Fuyuhira | 1311–1313   | Emperador Hanazono                        |
|                      | Konoe Iehira         | 1313–1315   | Emperador Hanazono                        |
|                      | Takatsukasa Fuyuhira | 1315–1316   | Emperador Hanazono                        |
|                      | Nijō Michihira       | 1316–1318   | Emperador Hanazono, Emperador Go-Daigo    |
|                      | Ichijō Uchitsune     | 1318–1323   | Emperador Go-Daigo                        |
|                      | Kujō Fusazane        | 1323–1324   | Emperador Go-Daigo                        |
|                      | Takatsukasa Fuyuhira | 1324–1327   | Emperador Go-Daigo                        |
|                      | Nijō Michihira       | 1327–1330   | Emperador Go-Daigo                        |
|                      | Konoe Tsunetada      | 1330        | Emperador Go-Daigo                        |
|                      | Takatsukasa Fuyunori | 1330–1333   | Emperador Go-Daigo, Emperador Kōgon       |

### Sesshō y Kanpaku delperíodo Nanbokuchō

#### Corte del Sur(Yoshino)
| Sesshō | Kanpaku         | Período             | Emperador             |
| ------ | --------------- | ------------------- | --------------------- |
|        | Nijō Moromoto   | 1352 - ¿1354?       | Emperador Go-Murakami |
|        | Konoe Tsuneie   | ¿1354? - 1356       | Emperador Go-Murakami |
|        | Nijō Norimoto   | 1356 - ¿?           | Emperador Go-Murakami |
|        | (Konoe Tsuneie) | ¿? - 1361           | Emperador Go-Murakami |
|        | Nijō Noriyori   | fl. 1375 - fl. 1381 | Emperador Chōkei      |
|        | ¿Nijō Fuyuzane? | ¿? - ¿? (fl. 1384)  | Emperador Go-Kameyama |
|        | Konoe Tsuneie   | ¿? - 1392           | Emperador Go-Kameyama |

#### Corte del Norte(Kioto)
| Sesshō          | Kanpaku               | Período   | Emperador                                           |
| --------------- | --------------------- | --------- | --------------------------------------------------- |
|                 | Konoe Tsunetada       | 1336–1337 | Emperador Kōmyō                                     |
|                 | Konoe Mototsugu       | 1337–1338 | Emperador Kōmyō                                     |
|                 | Ichijō Tsunemichi     | 1338–1342 | Emperador Kōmyō                                     |
|                 | Kujō Michinori        | 1342      | Emperador Kōmyō                                     |
|                 | Takatsukasa Morohira  | 1342–46   | Emperador Kōmyō                                     |
|                 | Nijō Yoshimoto        | 1346–58   | Emperador Kōmyō, Emperador Sukō, Emperador Go-Kōgon |
|                 | Kujō Tsunenori        | 1358–61   | Emperador Go-Kōgon                                  |
|                 | Konoe Michitsugu      | 1361–63   | Emperador Go-Kōgon                                  |
|                 | Nijō Yoshimoto        | 1363–1367 | Emperador Go-Kōgon                                  |
|                 | Takatsukasa Fuyumichi | 1367–1369 | Emperador Go-Kōgon                                  |
|                 | Nijō Moroyoshi        | 1369–1375 | Emperador Go-Kōgon, Emperador Go-En'yū              |
|                 | Kujō Tadamoto         | 1375–1379 | Emperador Go-En'yū                                  |
|                 | Nijō Morotsugu        | 1379–1382 | Emperador Go-En'yū                                  |
| Nijō Yoshimoto  |                       | 1382–1388 | Emperador Go-Komatsu                                |
| Konoe Kanetsugu |                       | 1388      | Emperador Go-Komatsu                                |
| Nijō Yoshimoto  |                       | 1388      | Emperador Go-Komatsu                                |
|                 | Nijō Yoshimoto        | 1388      | Emperador Go-Komatsu                                |
|                 | Nijō Morotsugu        | 1388–1394 | Emperador Go-Komatsu                                |

### Sesshō y Kanpaku delperíodo Muromachi
| Sesshō           | Kanpaku              | Período   | Emperador                                           |
| ---------------- | -------------------- | --------- | --------------------------------------------------- |
|                  | Ichijō Tsunetsugu    | 1394–1398 | Emperador Go-Komatsu                                |
|                  | Nijō Morotsugu       | 1398–1399 | Emperador Go-Komatsu                                |
|                  | Ichijō Tsunetsugu    | 1399–1408 | Emperador Go-Komatsu                                |
|                  | Konoe Tadatsugu      | 1408–1409 | Emperador Go-Komatsu                                |
|                  | Nijō Mitsumoto       | 1409–1410 | Emperador Go-Komatsu                                |
|                  | Ichijō Tsunetsugu    | 1410–1418 | Emperador Go-Komatsu, Emperador Shōkō               |
|                  | Kujō Mitsuie         | 1418–1424 | Emperador Shōkō                                     |
|                  | Nijō Mochimoto       | 1424–1428 | Emperador Shōkō                                     |
| Nijō Mochimoto   |                      | 1428–1432 | Emperador Go-Hanazono                               |
| Ichijō Kaneyoshi |                      | 1432      | Emperador Go-Hanazono                               |
| Nijō Mochimoto   |                      | 1432–1433 | Emperador Go-Hanazono                               |
|                  | Nijō Mochimoto       | 1433–1445 | Emperador Go-Hanazono                               |
|                  | Konoe Fusatsugu      | 1445–1447 | Emperador Go-Hanazono                               |
|                  | Ichijō Kaneyoshi     | 1447–1453 | Emperador Go-Hanazono                               |
|                  | Takatsukasa Fusahira | 1454–1455 | Emperador Go-Hanazono                               |
|                  | Nijō Mochimichi      | 1455–1458 | Emperador Go-Hanazono                               |
|                  | Ichijō Norifusa      | 1458–1463 | Emperador Go-Hanazono                               |
|                  | Nijō Mochimichi      | 1463–1467 | Emperador Go-Hanazono, Emperador Go-Tsuchimikado    |
|                  | Ichijō Kaneyoshi     | 1467–1470 | Emperador Go-Tsuchimikado                           |
|                  | Nijō Masatsugu       | 1470–1476 | Emperador Go-Tsuchimikado                           |
|                  | Kujō Masamoto        | 1476–1479 | Emperador Go-Tsuchimikado                           |
|                  | Konoe Masaie         | 1479–1483 | Emperador Go-Tsuchimikado                           |
|                  | Takatsukasa Masahira | 1483–1487 | Emperador Go-Tsuchimikado                           |
|                  | Kujō Masatada        | 1487–1488 | Emperador Go-Tsuchimikado                           |
|                  | Ichijō Fuyuyoshi     | 1488–1493 | Emperador Go-Tsuchimikado                           |
|                  | Konoe Hisamichi      | 1493–1497 | Emperador Go-Tsuchimikado                           |
|                  | Nijō Hisamoto        | 1497      | Emperador Go-Tsuchimikado                           |
|                  | Ichijō Fuyuyoshi     | 1497–1501 | Emperador Go-Tsuchimikado, Emperador Go-Kashiwabara |
|                  | Kujō Hisatsune       | 1501–1513 | Emperador Go-Kashiwabara                            |
|                  | Konoe Hisamichi      | 1513–1514 | Emperador Go-Kashiwabara                            |
|                  | Takatsukasa Kanesuke | 1514–1518 | Emperador Go-Kashiwabara                            |
|                  | Nijō Korefusa        | 1518–1525 | Emperador Go-Kashiwabara                            |
|                  | Konoe Taneie         | 1525–1533 | Emperador Go-Kashiwabara, Emperador Go-Nara         |
|                  | Kujō Tanemichi       | 1533–1534 | Emperador Go-Nara                                   |
|                  | Nijō Korefusa        | 1534–1536 | Emperador Go-Nara                                   |
|                  | Konoe Taneie         | 1536–1542 | Emperador Go-Nara                                   |
|                  | Takatsukasa Tadafuyu | 1542–1545 | Emperador Go-Nara                                   |
|                  | Ichijō Fusamichi     | 1545–1548 | Emperador Go-Nara                                   |
|                  | Nijō Haruyoshi       | 1548–1553 | Emperador Go-Nara                                   |
|                  | Ichijō Kanefuyu      | 1553–1554 | Emperador Go-Nara                                   |
|                  | Konoe Sakihisa       | 1554–1568 | Emperador Go-Nara, Emperador Ōgimachi               |

### Sesshō y Kanpaku delperíodo Azuchi-Momoyama
| Sesshō | Kanpaku            | Período   | Emperador                              |
| ------ | ------------------ | --------- | -------------------------------------- |
|        | Nijō Haruyoshi     | 1568–1578 | Emperador Ōgimachi                     |
|        | Kujō Kanetaka      | 1578–1581 | Emperador Ōgimachi                     |
|        | Ichijō Uchimoto    | 1581–1585 | Emperador Ōgimachi                     |
|        | Nijō Akizane       | 1585      | Emperador Ōgimachi                     |
|        | Toyotomi Hideyoshi | 1585–1591 | Emperador Ōgimachi, Emperador Go-Yōzei |
|        | Toyotomi Hidetsugu | 1591–1595 | Emperador Go-Yōzei                     |

### Sesshō y Kanpaku delperíodo Edo
| Sesshō               | Kanpaku               | Período   | Emperador                                        |
| -------------------- | --------------------- | --------- | ------------------------------------------------ |
|                      | Kujō Kanetaka         | 1600–1604 | Emperador Go-Yōzei                               |
|                      | Konoe Nobutada        | 1605–1606 | Emperador Go-Yōzei                               |
|                      | Takatsukasa Nobufusa  | 1606–1608 | Emperador Go-Yōzei                               |
|                      | Kujō Yukiie           | 1608–1612 | Emperador Go-Yōzei, Emperador Go-Mizunoo         |
|                      | Takatsukasa Nobuhisa  | 1612–1615 | Emperador Go-Mizunoo                             |
|                      | Nijō Akizane          | 1615–1619 | Emperador Go-Mizunoo                             |
|                      | Kujō Yukiie           | 1619–1623 | Emperador Go-Mizunoo                             |
|                      | Konoe Nobuhiro        | 1623–1629 | Emperador Go-Mizunoo                             |
|                      | Ichijō Akiyoshi       | 1629      | Emperador Go-Mizunoo                             |
| Ichijō Akiyoshi      |                       | 1629–1635 | Emperatriz Meishō                                |
| Nijō Yasumichi       |                       | 1635–1647 | Emperatriz Meishō, Emperador Go-Kōmyō            |
| Kujō Michifusa       |                       | 1647      | Emperador Go-Kōmyō                               |
| Ichijō Akiyoshi      |                       | 1647      | Emperador Go-Kōmyō                               |
|                      | Ichijō Akiyoshi       | 1647–1651 | Emperador Go-Kōmyō                               |
|                      | Konoe Hisatsugu       | 1651–1653 | Emperador Go-Kōmyō                               |
|                      | Nijō Mitsuhira        | 1653–1663 | Emperador Go-Kōmyō, Emperador Go-Sai             |
| Nijō Mitsuhira       |                       | 1663–1664 | Emperador Reigen                                 |
| Takatsukasa Fusasuke |                       | 1664–1668 | Emperador Reigen                                 |
|                      | Takatsukasa Fusasuke  | 1668–1682 | Emperador Reigen                                 |
|                      | Ichijō Kaneteru       | 1682–1687 | Emperador Reigen                                 |
| Ichijō Kaneteru      |                       | 1687–1689 | Emperador Higashiyama                            |
|                      | Ichijō Kaneteru       | 1689–1690 | Emperador Higashiyama                            |
|                      | Konoe Motohiro        | 1690–1703 | Emperador Higashiyama                            |
|                      | Takatsukasa Kanehiro  | 1703–1707 | Emperador Higashiyama                            |
|                      | Konoe Iehiro          | 1707–1709 | Emperador Higashiyama                            |
| Konoe Iehiro         |                       | 1709–1712 | Emperador Nakamikado                             |
| Kujō Sukezane        |                       | 1712–1716 | Emperador Nakamikado                             |
|                      | Kujō Sukezane         | 1716–1722 | Emperador Nakamikado                             |
|                      | Nijō Tsunahira        | 1722–1726 | Emperador Nakamikado                             |
|                      | Konoe Iehisa          | 1726–1736 | Emperador Nakamikado, Emperador Sakuramachi      |
|                      | Nijō Yoshitada        | 1736–1737 | Emperador Sakuramachi                            |
|                      | Ichijō Kaneka         | 1737–1746 | Emperador Sakuramachi                            |
|                      | Ichijō Michika        | 1746–1747 | Emperador Sakuramachi                            |
| Ichijō Michika       |                       | 1747–1755 | Emperador Momozono                               |
|                      | Ichijō Michika        | 1755–1757 | Emperador Momozono                               |
|                      | Konoe Uchisaki        | 1757–1762 | Emperador Momozono                               |
| Konoe Uchisaki       |                       | 1762–1772 | Emperatriz Go-Sakuramachi, Emperador Go-Momozono |
|                      | Konoe Uchisaki        | 1772–1778 | Emperador Go-Momozono                            |
|                      | Kujō Naozane          | 1778–1779 | Emperador Go-Momozono                            |
| Kujō Naozane         |                       | 1779–1785 | Emperador Kōkaku                                 |
|                      | Kujō Naozane          | 1785–1787 | Emperador Kōkaku                                 |
|                      | Takatsukasa Sukehira  | 1787–1791 | Emperador Kōkaku                                 |
|                      | Ichijō Teruyoshi      | 1791–1795 | Emperador Kōkaku                                 |
|                      | Takatsukasa Masahiro  | 1795–1814 | Emperador Kōkaku                                 |
|                      | Ichijō Tadayoshi      | 1814–1823 | Emperador Kōkaku, Emperador Ninkō                |
|                      | Takatsukasa Masamichi | 1823–1856 | Emperador Ninkō, Emperador Kōmei                 |
|                      | Kujō Hisatada         | 1856–1862 | Emperador Kōmei                                  |
|                      | Konoe Tadahiro        | 1862–63   | Emperador Kōmei                                  |
|                      | Takatsukasa Sukehiro  | 1863      | Emperador Kōmei                                  |
|                      | Nijō Nariyuki         | 1863–66   | Emperador Kōmei                                  |
| Nijō Nariyuki        |                       | 1867      | Emperador Meiji                                  |

### Sesshō de la era moderna
Bajo la Ley de la Casa Imperial, el puesto de sesshō es restringido a la Familia Imperial de Japón. Solo el Príncipe Hirohito ha sido regente durante el reinado del Emperador Taishō, por incapacidad mental.
| Sesshō                     | Período     | Emperador        |
| -------------------------- | ----------- | ---------------- |
| Príncipe heredero Hirohito | 1921 - 1926 | Emperador Taishō |